# دیجیتال کارنسی گروپ
گره ارز دیجیتال(DCG) یک شرکت سرمایه‌گذاری خطرپذیر است که بر بازار ارز دیجیتال تمرکز دارد. این شرکت در شهر نیویورک واقع شده‌است.

## تاریخ
گروه ارز دیجیتال در سال ۲۰۱۵ توسط باری سیلبرت، که قبلاً مدیر عامل SecondMarket , Inc بود، راه اندازی شد. وی سرمایه‌گذاری در شرکت‌های فناوری بلاکچین را از سال ۲۰۱۳ آغاز کرد. اندکی پس از فروش SecondMarket، سیلبرت گروه ارز دیجیتال را تشکیل داد و شرکت‌های Genesis و Grayscale به عنوان اولین شرکت تابعه شرکت درآمدند.

## شرکت‌های تابعه

### سرمایه‌گذاری گری اسکیل
سرمایه‌گذاری Grayscale Investments یک مدیریت سرمایه ارز دیجیتال است. این شرکت سرمایه برای سرمایه گذاران نهادی ارائه می‌دهد. آنها بزرگترین مدیر دارایی ارز دیجیتال در جهان هستند و در ژانویه 2021 Grayscale گزارش داد که آنها ۲۰٫۲ میلیارد دلار دارایی را مدیریت می‌کنند.
در سال ۲۰۱۸، Grayscale صندوق Grayscale Digital Large Cap Fund را راه اندازی کرد که به مشتری اجازه می‌دهد در یک گروه از ارزهای دیجیتال برجسته سرمایه‌گذاری کند. این صندوق در اکتبر ۲۰۱۹ توسط سازمان تنظیم مقررات صنعت مالی برای تجارت در بازارهای عمومی تأیید شد.

### CoinDesk
CoinDesk یک بستر جهانی رسانه، تحقیق و رویداد است که در سال ۲۰۱۶ توسط گروه ارز دیجیتال خریداری شد. این وبسایت اخبار روزانه بلاکچین را گزارش می‌کند، شاخص قیمت بیت کوین را ارائه می‌دهد و گزارش سه‌ماهه وضعیت بیت کوین را منتشر می‌کند. CoinDesk همچنین کنفرانسی دربارهٔ ارزهای دیجیتال و فناوری‌های بلاکچین با عنوان اجماع برگزار می‌کند.